# Harry Werner Storz
Harry Werner Storz (Halle (Sajonia-Anhalt), Alemania, 3 de marzo de 1904-Hamburgo, 13 de agosto de 1982) fue un atleta alemán, especialista en la prueba de 4x400 m en la que llegó a ser subcampeón olímpico en 1928.

## Carrera deportiva
En los JJ. OO. de Ámsterdam 1928 ganó la medalla de plata en los relevos de 4x400 metros, con un tiempo de 3:14.8 segundos, llegando a meta tras Estados Unidos y por delante de Canadá (bronce), siendo sus compañeros de equipo Otto Neumann, Richard Krebs y Hermann Engelhard.